# Arrondissement de Bressuire
L'arrondissement de Bressuire est une division administrative française, située dans le département des Deux-Sèvres et la région Nouvelle-Aquitaine.
La Sous-Préfète actuelle est Hélène Simon, depuis le mois d'avril 2024.

## Composition

### Composition avant 2015
L'arrondissement se compose de sept cantons représentant 62 communes :
- canton d'Argenton-les-Vallées ;
- canton de Bressuire ;
- canton de Cerizay ;
- canton de Mauléon ;
- canton de Saint-Varent ;
- canton de Thouars-1 ;
- canton de Thouars-2.

### Découpage communal depuis 2015
Depuis 2015, le nombre de communes des arrondissements varie chaque année soit du fait du redécoupage cantonal de 2014 qui a conduit à l'ajustement de périmètres de certains arrondissements, soit à la suite de la création de communes nouvelles. Le nombre de communes de l'arrondissement de Bressuire est ainsi de 61 en 2015, 55 en 2016, 53 en 2017 et 57 en 2018.
Au 1er janvier 2018, l'arrondissement a vu son périmètre modifié.
Au 1er janvier 2024, l'arrondissement groupe les 57 communes suivantes :
1. L'Absie
2. Argentonnay
3. Boismé
4. Bressuire
5. Bretignolles
6. Brion-près-Thouet
7. Cerizay
8. Chanteloup
9. La Chapelle-Saint-Laurent
10. Chiché
11. Cirières
12. Clessé
13. Combrand
14. Coulonges-Thouarsais
15. Courlay
16. Faye-l'Abbesse
17. La Forêt-sur-Sèvre
18. Geay
19. Genneton
20. Glénay
21. Largeasse
22. Loretz-d'Argenton
23. Louzy
24. Luché-Thouarsais
25. Luzay
26. Marnes
27. Mauléon
28. Moncoutant-sur-Sèvre
29. Montravers
30. Neuvy-Bouin
31. Nueil-les-Aubiers
32. Pas-de-Jeu
33. La Petite-Boissière
34. Pierrefitte
35. Le Pin
36. Plaine-et-Vallées
37. Saint-Amand-sur-Sèvre
38. Saint-André-sur-Sèvre
39. Saint-Aubin-du-Plain
40. Saint-Cyr-la-Lande
41. Sainte-Gemme
42. Saint-Généroux
43. Saint-Jacques-de-Thouars
44. Saint-Jean-de-Thouars
45. Saint-Léger-de-Montbrun
46. Saint-Martin-de-Mâcon
47. Saint-Martin-de-Sanzay
48. Saint Maurice Étusson
49. Saint-Paul-en-Gâtine
50. Saint-Pierre-des-Échaubrognes
51. Saint-Varent
52. Sainte-Verge
53. Thouars
54. Tourtenay
55. Trayes
56. Val en Vignes
57. Voulmentin

## Démographie
En 2022, l'arrondissement comptait 109 509 habitants.
| 1968   | 1975   | 1982   | 1990   | 1999   | 2006   | 2011   | 2016    | 2021    |
| ------ | ------ | ------ | ------ | ------ | ------ | ------ | ------- | ------- |
| 85 436 | 89 582 | 92 179 | 93 153 | 91 673 | 93 538 | 95 691 | 109 393 | 109 621 |

| 2022    | - | - | - | - | - | - | - | - |
| ------- | - | - | - | - | - | - | - | - |
| 109 509 | - | - | - | - | - | - | - | - |

## Sous-préfets
- 1800-1804 : Pierre Joseph Redon[6]
- 1804-1807 : Jean-Pierre Ducolombier
- 1807-1809 : Prosper de Barante
- 1809-1814 : Pierre Louis Tribert
- 1814-1815 : Antoine Gabriel Jules Ferrand
- 1815-1817 : Louis-Auguste Miahle (secrétaire général ?)
- 1817-1823 : Edmond de Vallée
- 1823-1830 : Louis Aimé Guillaume Duplessis de Grénédan
- 1830-1836 : Amédée Philippe Auguste Morand
- 1836-1848 : Pierre Jean Georges Delvaux
- 1849-1851 : Louis-Charles-Emmanuel de Coëtlogon
- 1851-1855 : Pierre Marie Antoine Charles Dubreuil-Hélion de La Guéronnière
- 1855-1857 : Théodore Alfred Bauchart
- 1857-1861 : Charles-Henri Bonnemain
- 1861-1862 : Thomas Charles Ernest Cervoni
- 1862-1864 : Charles Émile Alexis Dausse
- 1864-1870 : Paul Le Deschault
- 1870 : Jean Théodore de Butler
- 1870-1871 : Gustave Le Mallier
- 1871-1873 : Émile Louis Hyacinthe Laporte
- 1873-1877 : Jean-Marie Louis Béraud
- 1877-1878 : Pierre Gratien Champoiseau
- 1878 : Jean-Émile Brousse
- 1878-1887 : Félix Eugène Raoul Regnault
- 1887-1895 : Pierre Edgar Trignant Geneste
- 1895-1902 : André Georges Viret
- 1902-1912 : Théodore Paul Joseph Guillard
- 1912-1914 : Paul Louis François Just
- 1914 : Gaston Fraigniaud
- 1919-1925 : Charles Morellet
- 1925-1931 : Jean Marie Adolphe Augustin
- 1943-1946 : Paul Philippe Henri Jung
- 1946-1951 : Jean Etoubleau
- 1971 : Charles Herbert